# Cueta mysteriosa
Cueta mysteriosa is een insect uit de familie van de mierenleeuwen (Myrmeleontidae), die tot de orde netvleugeligen (Neuroptera) behoort. 
Cueta mysteriosa is voor het eerst wetenschappelijk beschreven door Gerstäcker in 1894.